# 彼得·汉松
彼得·汉松（瑞典語：Petter Hansson，1976年12月14日—），瑞典男子足球运动员，司職後衛。
曾代表過瑞典國家隊出戰多場大賽，包括2004年歐洲國家盃、2006年世界盃和2008年歐洲國家盃。